# جون مولسوورث (كاهن)
جون إدوارد ناساو مولسوورث (1790–1877)، كان جون رجل دين انجليزي للكنيسة العليا، وكان قسيس مدينة روتشديل لمدة 38 عامًا تقريبًا.

## خلفية العائلة
ولد جون إدوارد ناساو مولسوورث، حفيد روبرت مولسورث، فيكونت مولسورث الأول، في لندن في 4 فبراير 1790، الابن الوحيد لجون مولسورث وزوجته فرانسيس، ابنة ماثيو هيل. تلقى تعليمه على يد ألكسندر كرومبي من غرينتش. تخرج في كلية ترينيتي، أكسفورد عام 1808، وحصل على درجة البكالوريس في عام 1812، والماجستير في عام 1817، والدكتوراه في الإلهيات " دكتوراة في اللاهوت [الإنجليزية]" عام 1838.

## الحياة المهنية
كان مولسوورث كاهن لميلبروك لمدة ستة عشر عامًا، وافق وليام هاولي على أول عمل لمولسورث، وقدمه على التوالي إلى أحياء Wirksworth و Derbyshire (1828) و St. Martin's و  Canterbury (1829).
  كما عينه أحد الوعاظ الستة في كانتربري وأوصى به لمنصب نائب ليدز ولكنه لم ينجح بأخذ Post لانه قد تم انتخاب هوك، وتم تقديمه إلى إلى نائب الوزير في ثانيت. في عام 1839 وبعد بضعة أشهر قدم قدم Howley Molesworth إلى Rochdale.
كان المنشقون، بقيادة جون برايت، يناضلون من أجل إلغاء ضراب الكنيسة ولكن في نهاية المطاف، كان على مولسورث الاعتراف بأن القضية كانت قضية خاسرة. وقد حمل على عاتق مستثمري الكنيسة ممتلكاتها الذين لم يبنوا على الأرضي تماشياً مع ممتلكاتهم، وتمكنت بعد ذلك من تعزيز بناء الكنائس من خلال مطابقة التمويل الجديد مع أموال أبناء الرعية، وأضيفت أربع كنائس موهوبة إلى الكنائس الـ 14 الحالية.
وقام مولسوورث بأعادة بناء مدرسة روتشديل جرامر وبنى مدارس أبرشية. زادت قيمة المعيشة مع انتشار المصانع على أراضي الكاهن ومحطة السكك الحديدية ومحطة القناة. في عام 1866، عندما أصبح دخله 5000 جنيه إسترليني، روج مولسورث لقانون روتشديل فيكاراج، والذي بموجبه أصبحت الكنائس الصغيرة الثلاثة عشر من أفضل الكنائس الابرشية.
وعلى عدة اصعدة، كتب مولسوورث رسائل ومنشورات مثيرة للجدل وقد اختلف مع كاهنه جيمس برينس لي. قضى السنوات الأخيرة من حياته في سلام نسبي. توفي في 21 أبريل 1877 ، ودفن في سانت مارتن، كاسلتون مور. كانت وجهات نظره وشخصيته تشبه آراء والتر فاركوهار هوك.

## أعماله
كتب مولسورث ردًا على تحقيق جون دافيسون في أساس ونية التضحية الفطرية (1826)، بتعزيز من توماس رينيل، عميد وينشسترفي كانتربري، وتم التعرف على مواهب مولسورث المثيرة للجدل خلال فترة مشروع قانون الإصلاح العظيم.
إلى جانب الخطب والنشرات، نشر مولسوورث رواية The Rick-Burners. قام بتحرير وكتابة معظم The Penny Sunday Reader لمدة خمس سنوات. كان صديقًا لـ Hugh James Rose، وساهم في إنشاء The British Magazine and Encyclopaedia Metropolitana ، التي كانت روز محررة فيها.

## العائلة
تزوج مولسوورث مرتين، أولاً في عام 1825، من هارييت التي كانت ابنة دبليو ماكينون من نيوتن بارك وأخت النائب ويليام ألكسندر ماكينون والمقدم دانيال ماكينون. كان لديهم ستة أبناء وثلاث بنات، من بينهم ويليام ناساو مولسورث، والمهندس السير جيلفورد مولسورث والمحامي جون مولسورث (توفي عام 1886)، الجد الأكبر لصوفي، كونتيسة ويسيكس. توفيت هارييت مولسورث عام 1850.
وكان زواجه الثاني في عام 1854، تزوج مولسورث من هاريت إليزابيث، ابنة القس السير روبرت أفليك، البارونيت الرابع، وأرملة جون توماس بريدجز (توفي عام 1853)، من سانت نيكولاس كورت، وثانيت، وولمر. جلب هذا الزواج الثاني لمولسورث تسعة أطفال آخرين، وأصبح على وجه الخصوص زوج ام روبرت بريدجز، وقد تبع هذا الزواج ابن مولسوورث الأكبر، جيلفورد (توفي عام 1925) من ماريا بريدجز، في وقت سابق من ذلك العام. لم يجد روبرت بريدجز في البداية سهولة في التواصل مع ابيه، لكنه وجده مضيافًا لصديقه هاري إليس وولدريدج فيما بعد.